# Petr Luštinec
Petr Luštinec (* 6. ledna 1969 v Hradci Králové) je bývalý český hokejový obránce. Odchovanec klubu Stadion Hradec Králové. V současnosti pracuje jako trenér královéhradeckého mladšího dorostu.

## Hráčská kariéra
Na soupisku družstva dospělých se dostal v sezóně 1987/88, kdy si v 18 letech zahrál 1.ČNHL. V hradecké extraligové sezóně 1993/94 odehrál 44 zápasů, a připsal si celkem 8 bodů za 4 góly a 4 přihrávky. Kromě Hradce Králové hrál za týmy Liberce, Šumperka, Prostějova, Chrudimi, Třebechovic a Nového Bydžova. V současné době se v Hradci Králové věnuje výchově mladých hráčů.